# جسر علوي

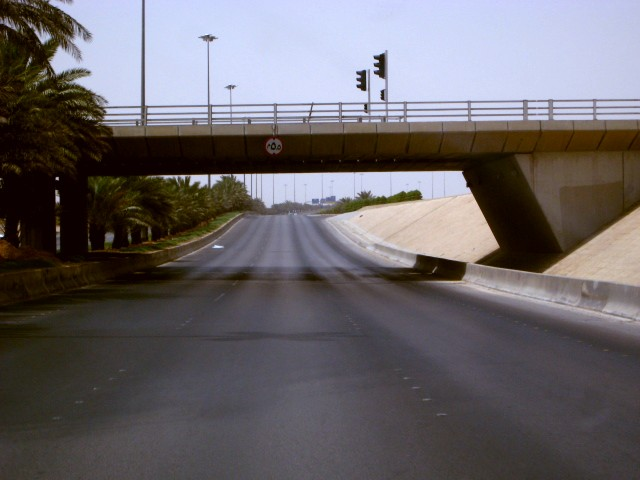
جسر علوي فوق طريق سريع في الرياض، وعليه لافتة تفيد علوه.

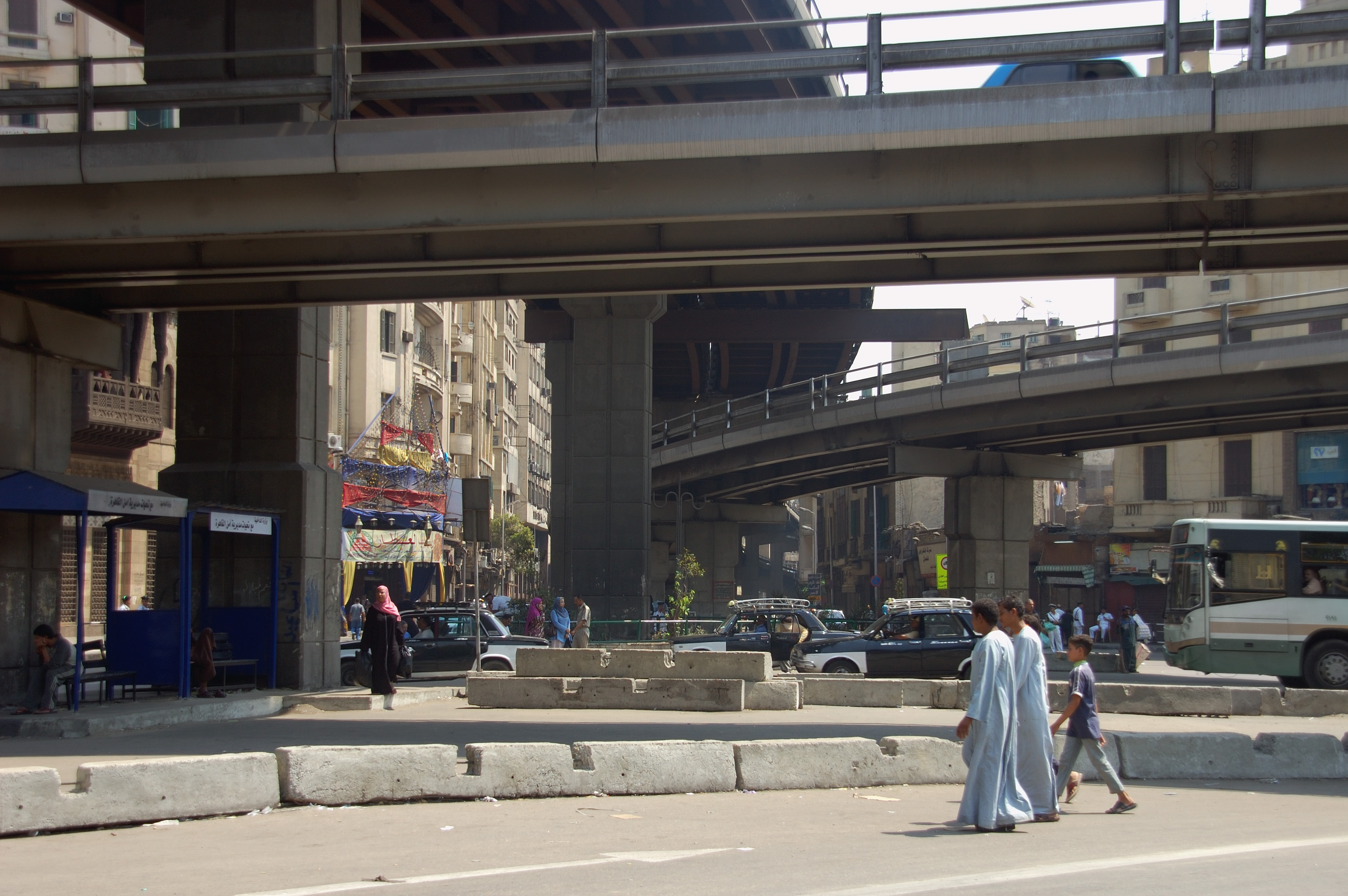
جسر علوي عند التقاء شارع الأزهر بشارع بورسعيد في العاصمة المصرية القاهرة.

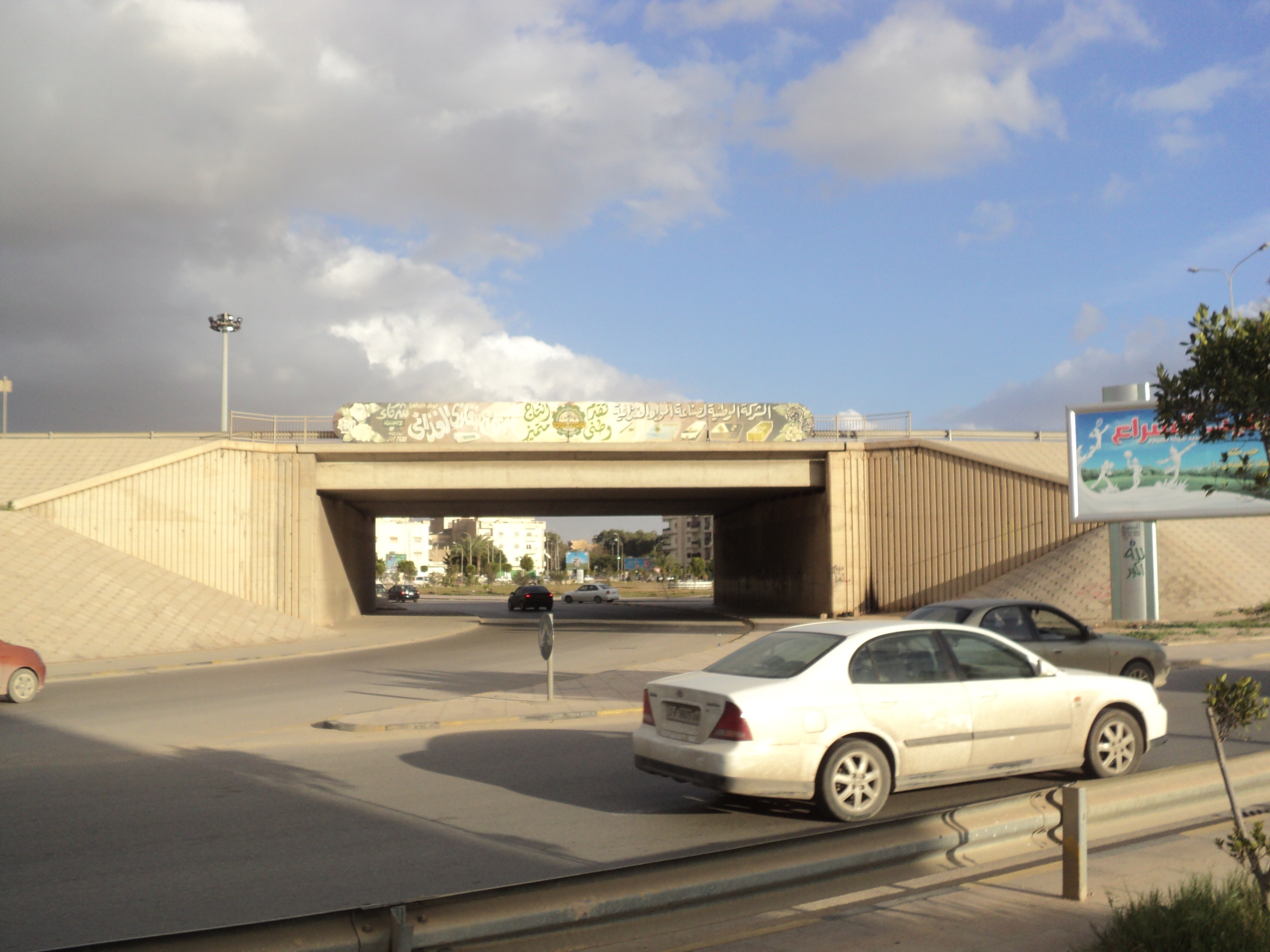
جسر علوي يعلو دوار في بنغازي

الجسر العلوي من أنواع الجسور ويحمل طريق فوق طريق آخر إما لتفادي التقائهما، وإما لتنظيم الوصل بين طريقين أو أكثر، ويهدف بشكل عام إلى تسهيل حركة المرور.